# 沙什迪区
沙什迪区，是匈牙利巴兰尼亚州的一个区，总面积383.87平方公里，总人口14731人（2007年1月1日），人口密度38.4人/平方公里。中心城市位于Sásd。

## 辖区
沙什迪区包含27个市镇。